# Diccionario de uso del español de Chile
El Diccionario de uso del español de Chile es un diccionario de la Academia Chilena de la Lengua, abreviado comúnmente como DUECh, editado por MN Editorial en 2010 —lanzado oficialmente el 2 de septiembre como parte de los festejos por el bicentenario de Chile— y que posee 965 páginas.
En el DUECh se consignan los términos y expresiones coloquiales, familiares y vulgares del español de Chile. Se autodefine como un diccionario de uso y como un diccionario diferencial del español de Chile, que fue concebido como una herramienta de consulta para comprender textos escritos y orales.
Su contenido va desde encontrar palabras hasta expresiones y locuciones complejas que se encuentran debidamente ejemplificadas para su mejor comprensión.